# Do You Want to Know a Secret
Do You Want to Know a Secret (Lennon/McCartney) är en låt av The Beatles.

## Låten och inspelningen
Den fjärde låten som spelades in vid den pressade sessionen 11 februari 1963. John Lennon skrev låten (enligt egen uppgift på en toalett i Hamburg, eftersom man där fick lugn och ro) med tanke att George Harrison skulle sjunga den. Man spelade in den i åtta tagningar och där finns likväl en del tekniska missar. Senare erbjöd man den även åt Billy J. Kramer With The Dakotas som fick en USA-tvåa med den i juni 1963. Låten hade då sådan dragningskraft att Beatles själva fick en USA-tvåa med den i maj 1964. Låten kom med på LP:n ”Please Please Me” (utgiven i England 22 mars 1963) medan den i USA ingick på en LP vid namn ”Introducing... The Beatles” (utgiven 22 juli 1963).